# إسبانيا في الألعاب البارالمبية الشتوية 2006
شاركت إسبانيا في دورة الألعاب البارالمبية الشتوية 2006، التي أقيمت في تورينو بإيطاليا، في الفترة الممتدة من 10 مارس حتى 19 مارس.
حصدت إسبانيا ميداليتين في هذه الدورة (1 فضية، 1 برونزية) محتلاً المرتبة 13 في الترتيب النهائي بين 39 دولة مشاركة.

## قائمة الميداليات
| الميدالية | الرياضي             | المنافسة                      | المسابقة                   |
| فضية      | إريك فيالون فوينتيس | التزلج على المنحدرات الجليدية | سباق التعرج - رجال         |
| برونزية   | إريك فيالون فوينتيس | التزلج على المنحدرات الجليدية | سباق التعرج العملاق - رجال |